# Saint-Arcons-de-Barges
 Saint-Arcons-de-Barges  es una población y comuna francesa, situada en la región de Auvernia, departamento de Alto Loira, en el distrito de Le Puy-en-Velay y cantón de Pradelles.

## Demografía
| 394 | 328 | 265 | 192 | 167 | 118 |
| Para los censos de 1962 a 1999 la población legal corresponde a la población sin duplicidades (Fuente: INSEE [Consultar]) |     |     |     |     |     |